# برس (تربت حیدریه)
برس (تربت حیدریه)، روستایی از توابع بخش کدکن شهرستان تربت حیدریه در استان خراسان رضوی ایران است.

## جمعیت
این روستا در دهستان کدکن قرار دارد و براساس سرشماری مرکز آمار ایران در سال ۱۳۸۵، جمعیت آن ۱٬۳۶۶ نفر (۳۷۹خانوار) بوده‌است.